# Pakistanische Frauen-Cricket-Nationalmannschaft
Die pakistanische Frauen-Cricket-Nationalmannschaft (englisch Pakistan women’s national cricket team, abgekürzt Pakistan W oder Pakistan W; Urdu پاکستان قومی خواتین کرکٹ ٹیم), deren Spielerinnen auch unter dem Spitznamen Women in Green bekannt sind, vertritt Pakistan als Frauen-Nationalmannschaft auf internationaler Ebene in der Sportart Cricket. Das Team wird vom Pakistan Cricket Board (PCB) geleitet und ist seit 1998 Vollmitglied im International Cricket Council. Die Mannschaft besitzt somit WTest-Status.
Pakistan bestritt seinen ersten WTest 1998 gegen Sri Lanka. Die größten Erfolge bisher sind das Erreichen der Super 6 beim Women’s Cricket World Cup (2009), die Vorrunde beim T20 World Cup (2009, 2010, 2012, 2014, 2016, 2018, 2020, 2023 und 2024), das zweimalige Erreichen des Finales beim Women’s Asia Cup (2012 und 2016) sowie der Gewinn der Asienspiele 2010 und 2014. Eine ehemalige pakistanische Spielerin wurde in die ICC Cricket Hall of Fame aufgenommen.

## Geschichte

### Die Anfänge
Versuche Frauen-Cricket in Pakistan einzuführen gingen vorwiegend auf eine Initiative der Geschwister Shaiza und Sharmeen Khan im Jahr 1996 zurück, wurden jedoch durch Todesdrohungen und Gerichtsverfahren verhindert. Der Vorschlag, 1997 ein Spiel gegen Indien zu absolvieren, wurde durch die Regierung unter Nawaz Sharif unterbunden. Dennoch gelang es ihnen, eine Tour nach Neuseeland und Australien zu organisieren und in Neuseeland im Januar 1997 ihr erstes WODI zu absolvieren. Trotz Niederlagen in allen drei bestrittenen Spielen wurden sie zum Women’s Cricket World Cup 1997 eingeladen. Dort verloren sie alle Spiele ihrer Vorrundengruppe.
Das erste Frauen-Test-Match bestritt Pakistan auf einer Tour in Sri Lanka im April 1998. Im Sommer 2000 reisten sie nach Irland und verloren die ausgetragenen WODIs und den WTest deutlich. Der erste Sieg in einem WODI erfolgte auf heimischen Boden, als sie bei einer Tour der Niederlande die 7-Spiele-Serie mit 4–3 gewannen.

### Organisation innerhalb des PCB

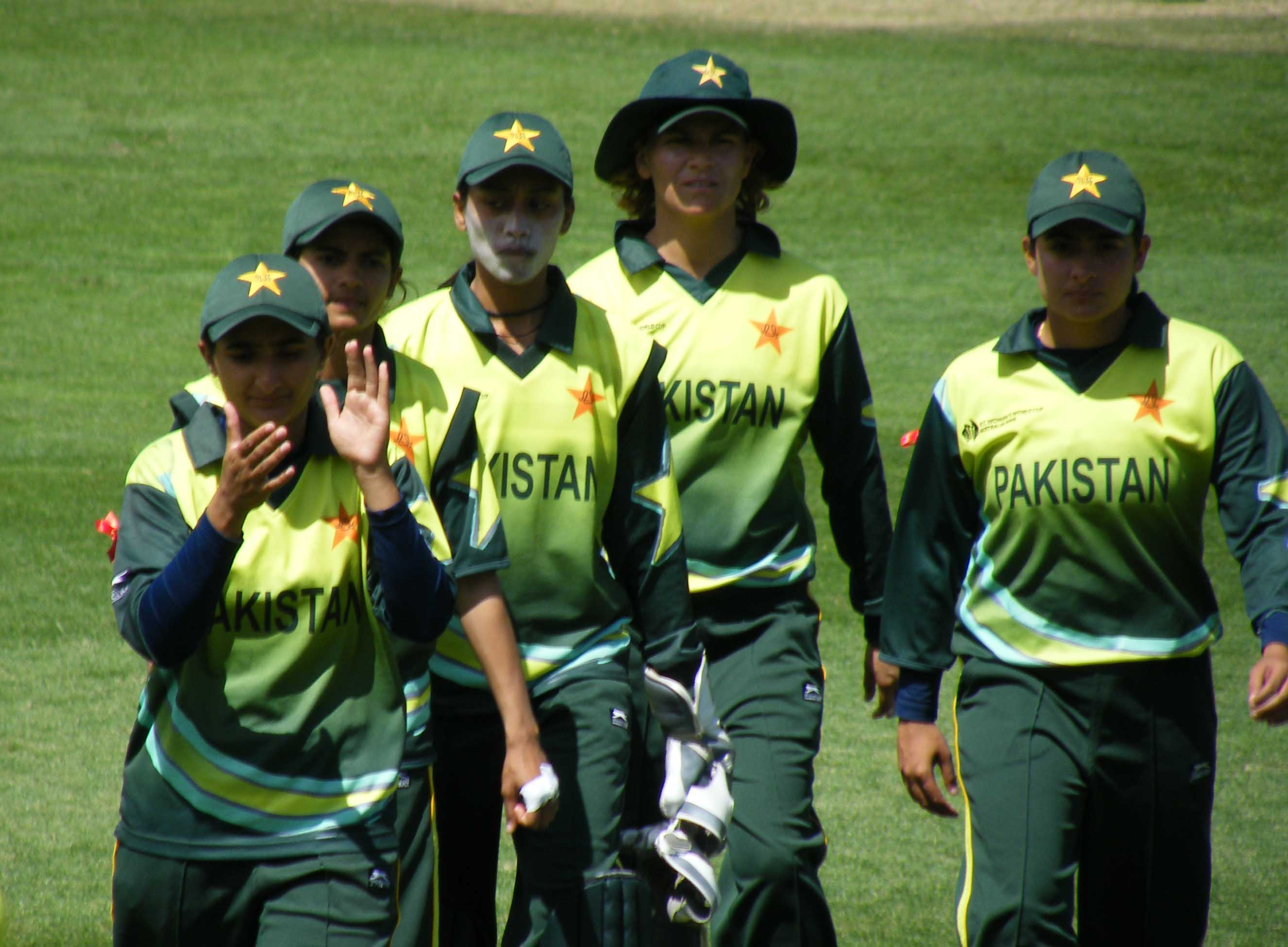
Pakistanisches Team beim Women’s Cricket World Cup 2009

Zu diesem Zeitpunkt wurde die Nationalmannschaft durch die Pakistan Women’s Cricket Control Association kontrolliert. Es kam zu Gerichtsverfahren, als das Frauenspiel in Pakistan von Seiten des Pakistan Cricket Boards (PCB) übernommen wurde. Dies führte dazu, dass die Mannschaft beinahe nicht an der Qualifikation für den Women’s Cricket World Cup 2005 in den Niederlanden teilnehmen konnte. Als die Probleme gelöst waren, konnte das Team nur gegen Schottland und Japan gewinnen und so nicht die Qualifikation für das Endrundenturnier erreichen. Als Folge veranlasste der International Cricket Council, dass die Verbände grundsätzlich Frauen- und Männer-Cricket gemeinsam verwalten mussten.
Beim Women's Cricket World Cup Qualifier 2008 konnten sie ins Finale einziehen und sich somit wieder für eine Weltmeisterschaft qualifizieren. Beim 2009 gelang ihnen in der Vorrunde ein Sieg gegen Sri Lanka und damit der Einzug in die Super 6 Runde. Dort konnten sie sich ausschließlich gegen die West Indies durchsetzen und schieden damit aus. Im Sommer bei der ersten Austragung der ICC Women’s World Twenty20 verloren sie alle Vorrundenspiele und schieden somit frühzeitig aus. Bei der Ausgabe ein Jahr später in den West Indies konnten sie kein Spiel gewinnen und schieden so in der Vorrunde aus.

### Erfolge bei Asienspielen
Ihren ersten großen Erfolg feierten sie bei den Asienspielen 2010 in der Volksrepublik China, als sie das Turnier im Finale gegen Bangladesch mit 10 Wickets gewannen. Durch das mäßige Abschneiden bei den letzten Weltmeisterschaften musste sich Pakistan erneut für die nächsten internationalen Wettbewerbe qualifizieren. Dies gelang ihnen beim Women’s Cricket World Cup Qualifier 2011, als sie in das Finale einziehen konnten. Beim World Twenty20 2012 konnten sie in der Vorrunde nur gegen Indien gewinnen und schieden erneut in der Vorrunde aus. Beim Women’s Cricket World Cup 2013 blieben sie abermals ohne Sieg, beim World Twenty20 2014 gelang ihnen in der Vorrunde ein Sieg gegen Irland und sie wurden abschließend Siebter. Bei den in Südkorea ausgetragenen Asienspielen 2014 konnten sie ihren Titel von vor vier Jahren verteidigen.
Seitdem war ihr bestes Ergebnis ein sechster Platz beim World Twenty20 2016, als sie gegen Indien und Bangladesch gewannen, aber dennoch in der Vorrunde ausschieden. Beim Cricket World Cups 2017 konnten sie abermals kein Spiel gewinnen. Bei den Twenty20-Weltmeisterschaften 2018, 2020 und 2023 konnten sie jeweils nur ein Spiel gewinnen und schieden so jedes Mal in der Vorrunde aus.

## Organisation

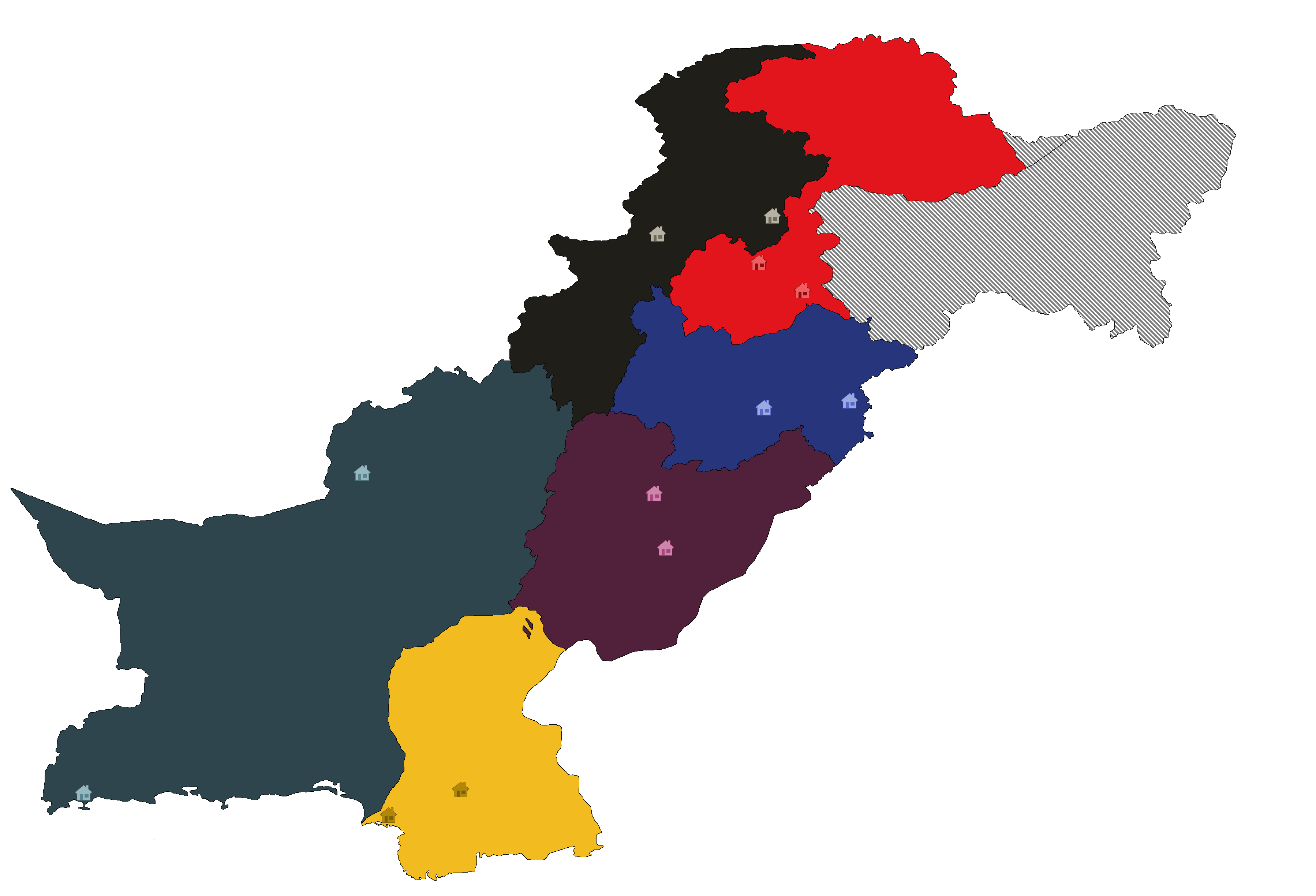
Provinzteams der Regionalverbände Pakistans

Das Pakistan Cricket Board (PCB) wurde am 1. Mai 1949 als Board of Cricket Control Pakistan (BCCP) gegründet und ist verantwortlich für die Organisation des Cricket in Pakistan. Seit dem 28. Juli 1952 vertritt es Pakistan beim Weltverband International Cricket Council (ICC) als Vollmitglied. 1983 war der pakistanische Verband außerdem Gründungsmitglied der Asian Cricket Conference (ACC; heute Asian Cricket Council).
Das Pakistan Cricket Board stellt die Pakistan vertretenen Cricket-Nationalmannschaften, einschließlich der für die Männer, Frauen und Jugend, zusammen. Er ist außerdem verantwortlich für die Durchführung von WTest-, WODI- und WTwenty20-Serien gegen andere Nationalmannschaften sowie die Organisation von Heimspielen und -turnieren. Neben der Aufstellung des Teams ist er verantwortlich für den Kartenverkauf, der Gewinnung von Sponsoren und der Vermarktung der Medienrechte.
Kinder und Jugendliche werden bereits in der Schule an den Cricketsport herangeführt und je nach Interesse und Talent beginnt dann die Ausbildung. Wie andere Cricketnationen verfügt Pakistan über eine U-19-Nationalmannschaft, die an der entsprechenden Weltmeisterschaft teilnimmt.

## Spielerinnen

### Bekannte Spielerinnen

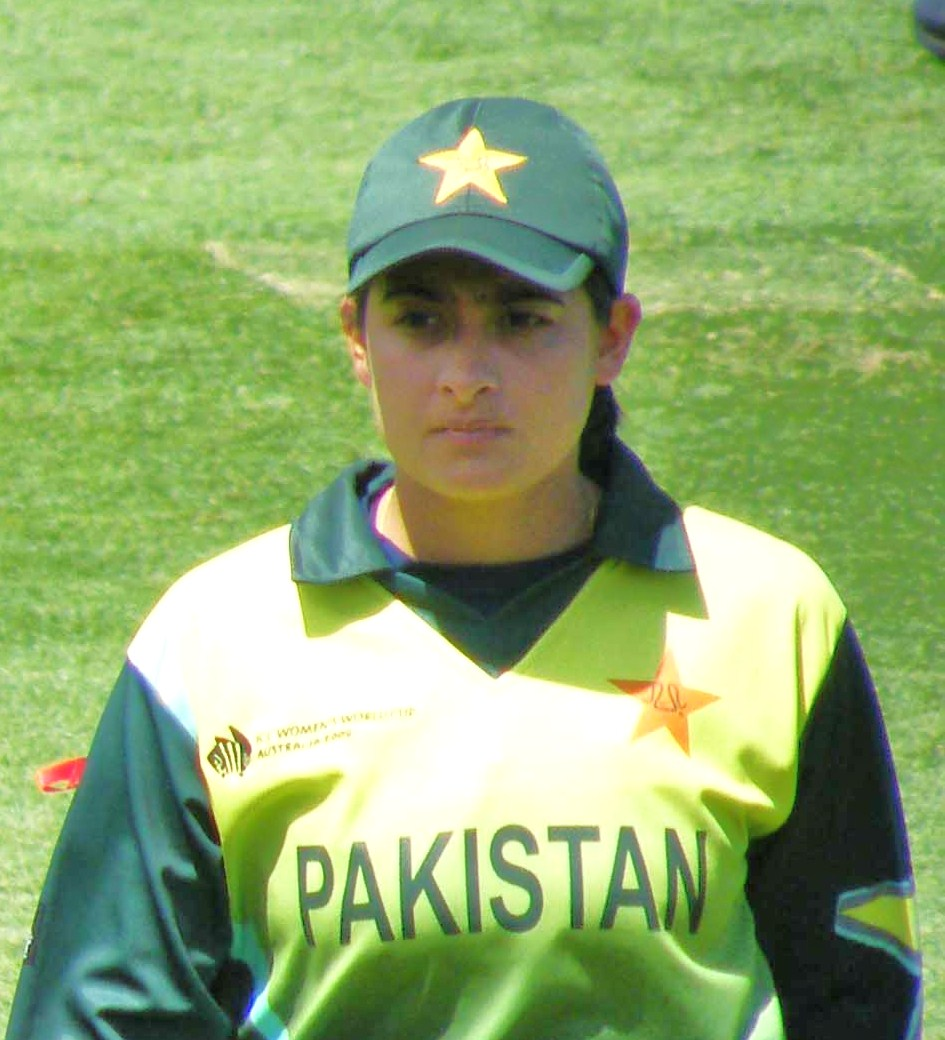
Sana Mir (2009)

Eine ehemalige pakistanische Spielerin wurde aufgrund ihrer herausragenden Leistungen in die ICC Cricket Hall of Fame aufgenommen:
| Spielerin | Position    | Aufnahme |
| --------- | ----------- | -------- |
| Sana Mir  | All-rounder | 2025     |

### Spielerstatistiken
Insgesamt haben für Pakistan 20 Spieler WTests, 92 Spieler WODIs und 56 Spieler WTwenty20s gespielt. Im Folgenden sind die Spielerinnen aufgeführt, die für die pakistanische Mannschaft die meisten Runs und Wickets erzielt haben.

#### Runs
| WTest                  | WTest                  | WTest                  | WTest                  | WODI                   | WODI                   | WODI                   | WODI                   | WTwenty20              | WTwenty20              | WTwenty20              | WTwenty20              |
| Spieler                | Zeitraum               | WTests                 | Runs                   | Spieler                | Zeitraum               | WODIs                  | Runs                   | Spieler                | Zeitraum               | WTwenty20s             | Runs                   |
| ---------------------- | ---------------------- | ---------------------- | ---------------------- | ---------------------- | ---------------------- | ---------------------- | ---------------------- | ---------------------- | ---------------------- | ---------------------- | ---------------------- |
| Kiran Baluch           | 1998–2004              | 3                      | 360                    | Bismah Maroof          | 2006–2024              | 136                    | 3.369                  | Bismah Maroof          | 2009–2023              | 140                    | 2.893                  |
| Sajjida Shah           | 2000–2004              | 2                      | 100                    | Javeria Khan           | 2008–2022              | 116                    | 2.885                  | Nida Dar               | 2010–heute             | 160                    | 2.091                  |
| Shaiza Khan            | 1998–2004              | 3                      | 069                    | Sidra Amin             | 2011–heute             | 074                    | 1.978                  | Javeria Khan           | 2009–2023              | 112                    | 2.018                  |
| Khursheed Jabeen       | 2000–2004              | 2                      | 046                    | Nida Dar               | 2010–2024              | 112                    | 1.690                  | Muneeba Ali            | 2016–heute             | 077                    | 1.311                  |
| Zehmarad Afzal         | 2000–2000              | 1                      | 045                    | Sana Mir               | 2005–2019              | 120                    | 1.630                  | Aliya Riaz             | 2014–heute             | 099                    | 1.142                  |
| Stand: 11. August 2025 | Stand: 11. August 2025 | Stand: 11. August 2025 | Stand: 11. August 2025 | Stand: 11. August 2025 | Stand: 11. August 2025 | Stand: 11. August 2025 | Stand: 11. August 2025 | Stand: 11. August 2025 | Stand: 11. August 2025 | Stand: 11. August 2025 | Stand: 11. August 2025 |

#### Wickets
| WTest                  | WTest                  | WTest                  | WTest                  | WODI                   | WODI                   | WODI                   | WODI                   | WTwenty20              | WTwenty20              | WTwenty20              | WTwenty20              |
| Spieler                | Zeitraum               | WTests                 | Wickets                | Spieler                | Zeitraum               | WODIs                  | Wickets                | Spieler                | Zeitraum               | WTwenty20s             | Wickets                |
| ---------------------- | ---------------------- | ---------------------- | ---------------------- | ---------------------- | ---------------------- | ---------------------- | ---------------------- | ---------------------- | ---------------------- | ---------------------- | ---------------------- |
| Shaiza Khan            | 1998–2004              | 3                      | 19                     | Sana Mir               | 2005–2019              | 120                    | 151                    | Nida Dar               | 2010–heute             | 160                    | 144                    |
| Nazia Nazir            | 1998–2004              | 3                      | 07                     | Nida Dar               | 2010–2024              | 112                    | 108                    | Sana Mir               | 2009–2019              | 106                    | 089                    |
| Sharmeen Khan          | 1998–2000              | 2                      | 05                     | Nashra Sandhu          | 2017–heute             | 072                    | 098                    | Nashra Sandhu          | 2017–heute             | 066                    | 065                    |
| Urooj Mumtaz           | 2004–2004              | 1                      | 02                     | Sadia Yousuf           | 2008–2017              | 059                    | 078                    | Anam Amin              | 2014–2022              | 065                    | 061                    |
| Kiran Baluch           | 1998–2004              | 3                      | 02                     | Asmavia Iqbal          | 2005–2017              | 092                    | 070                    | Sadia Iqbal            | 2019–heute             | 047                    | 059                    |
| Stand: 11. August 2025 | Stand: 11. August 2025 | Stand: 11. August 2025 | Stand: 11. August 2025 | Stand: 11. August 2025 | Stand: 11. August 2025 | Stand: 11. August 2025 | Stand: 11. August 2025 | Stand: 11. August 2025 | Stand: 11. August 2025 | Stand: 11. August 2025 | Stand: 11. August 2025 |

### Mannschaftskapitäninnen
Bisher hat insgesamt eine Spielerin als Kapitänin für Pakistan bei einem WTest fungiert, zehn für ein WODI und acht für ein WTwenty20.
| WTest | WTest       | WTest     | WODI          | WODI       | WTwenty20     | WTwenty20  |
| Nr.   | Name        | Zeitraum  | Name          | Zeitraum   | Name          | Zeitraum   |
| ----- | ----------- | --------- | ------------- | ---------- | ------------- | ---------- |
| 1     | Shaiza Khan | 1998–2004 | Shaiza Khan   | 1997–2004  | Sana Mir      | 2009–2016  |
| 2     |             |           | Sadia Butt    | 2003       | Sania Khan    | 2010       |
| 3     |             |           | Sana Javed    | 2005–2006  | Bismah Maroof | 2013–2023  |
| 4     |             |           | Urooj Mumtaz  | 2006–2009  | Javeria Khan  | 2018–2021  |
| 5     |             |           | Sana Mir      | 2009–2017  | Aliya Riaz    | 2021       |
| 6     |             |           | Bismah Maroof | 2013–2023  | Nida Dar      | 2023–2024  |
| 7     |             |           | Javeria Khan  | 2018–2021  | Muneeba Ali   | 2021       |
| 8     |             |           | Sidra Nawaz   | 2021       | Fatima Sana   | 2024–heute |
| 9     |             |           | Nida Dar      | 2023–2024  |               |            |
| 10    |             |           | Fatima Sana   | 2023–heute |               |            |

## Bilanz
Die Mannschaft hat die folgenden Bilanzen gegen die anderen Vollmitglieder des ICC im WTest-, WODI- und WTwenty20-Cricket (Stand: 11. August 2025).
| Gegner      | WTests | WTests | WTests | WTests | WTests | WODIs | WODIs | WODIs | WODIs | WODIs | WTwenty20s | WTwenty20s | WTwenty20s | WTwenty20s | WTwenty20s |
| Gegner      | Sp.    | S      | U      | N      | R      | Sp.   | S     | U     | N     | NR    | Sp.        | S          | U          | N          | NR         |
| ----------- | ------ | ------ | ------ | ------ | ------ | ----- | ----- | ----- | ----- | ----- | ---------- | ---------- | ---------- | ---------- | ---------- |
| Australien  | 0      | 0      | 0      | 0      | 0      | 16    | 0     | 0     | 16    | 0     | 16         | 0          | 0          | 14         | 2          |
| Bangladesch | 0      | 0      | 0      | 0      | 0      | 16    | 8     | 1     | 7     | 0     | 20         | 16         | 0          | 4          | 0          |
| England     | 0      | 0      | 0      | 0      | 0      | 15    | 0     | 0     | 13    | 2     | 18         | 1          | 0          | 17         | 0          |
| Indien      | 0      | 0      | 0      | 0      | 0      | 11    | 0     | 0     | 11    | 0     | 16         | 3          | 0          | 13         | 0          |
| Irland      | 1      | 0      | 0      | 1      | 0      | 22    | 16    | 0     | 6     | 0     | 19         | 15         | 0          | 4          | 0          |
| Neuseeland  | 0      | 0      | 0      | 0      | 0      | 17    | 1     | 1     | 15    | 0     | 12         | 2          | 0          | 10         | 0          |
| Sri Lanka   | 1      | 0      | 0      | 1      | 0      | 33    | 11    | 0     | 22    | 0     | 21         | 11         | 0          | 9          | 1          |
| Südafrika   | 0      | 0      | 0      | 0      | 0      | 28    | 5     | 1     | 21    | 1     | 24         | 11         | 0          | 13         | 0          |
| West Indies | 1      | 0      | 0      | 0      | 1      | 38    | 11    | 0     | 27    | 0     | 22         | 4          | 3          | 15         | 0          |

## Internationale Turniere

### Women’s Cricket World Cup
- 1973: nicht startberechtigt
- 1978: nicht startberechtigt
- 1982: nicht startberechtigt
- 1988: nicht startberechtigt
- 1993: nicht startberechtigt
- 1997: Vorrunde
- 2000: nicht qualifiziert
- 2005: nicht qualifiziert (Qualifikation)
- 2009: Super 6 (Qualifikation)
- 2013: Vorrunde (Qualifikation)
- 2017: Vorrunde
- 2022: Vorrunde
- 2025: qualifiziert
- 2029: noch ausstehend

### Women’s T20 World Cup
- 2009: Vorrunde
- 2010: Vorrunde
- 2012: Vorrunde (Qualifikation)
- 2014: Vorrunde (Qualifikation)
- 2016: Vorrunde
- 2018: Vorrunde
- 2020: Vorrunde
- 2023: Vorrunde
- 2024: Vorrunde
- 2026: noch ausstehend
- 2028: noch ausstehend

### Women’s Asia Cup
- 2004: nicht teilgenommen
- 2005/06: Vorrunde
- 2006: Vorrunde
- 2008: Vorrunde
- 2012: 2. Platz
- 2016: 2. Platz
- 2018: Vorrunde
- 2022: Halbfinale
- 2024: Halbfinale

### Asienspiele
- 2010: Sieger
- 2014: Sieger
- 2022: 4. Platz